# Marca Vindica
Marca Vindica (în germană Windische Mark, în slovenă Slovenska krajina, Slovenska marka) este o regiune istorică aflată pe teritoriul Sloveniei de astăzi. Granițele ei erau: la nord râul Sava și la sud râurile Kupa și Krka (afluenți ai Savei). La vest Marca Vindica se învecina cu Craina superioară (Oberkrain sau Gorenjska) și Craina Interioară (Innerkrain sau Notranjska), la sud-est cu Craina albă (Bela krajina), iar la est cu Munții Gorjanci (în germană Uskoken).

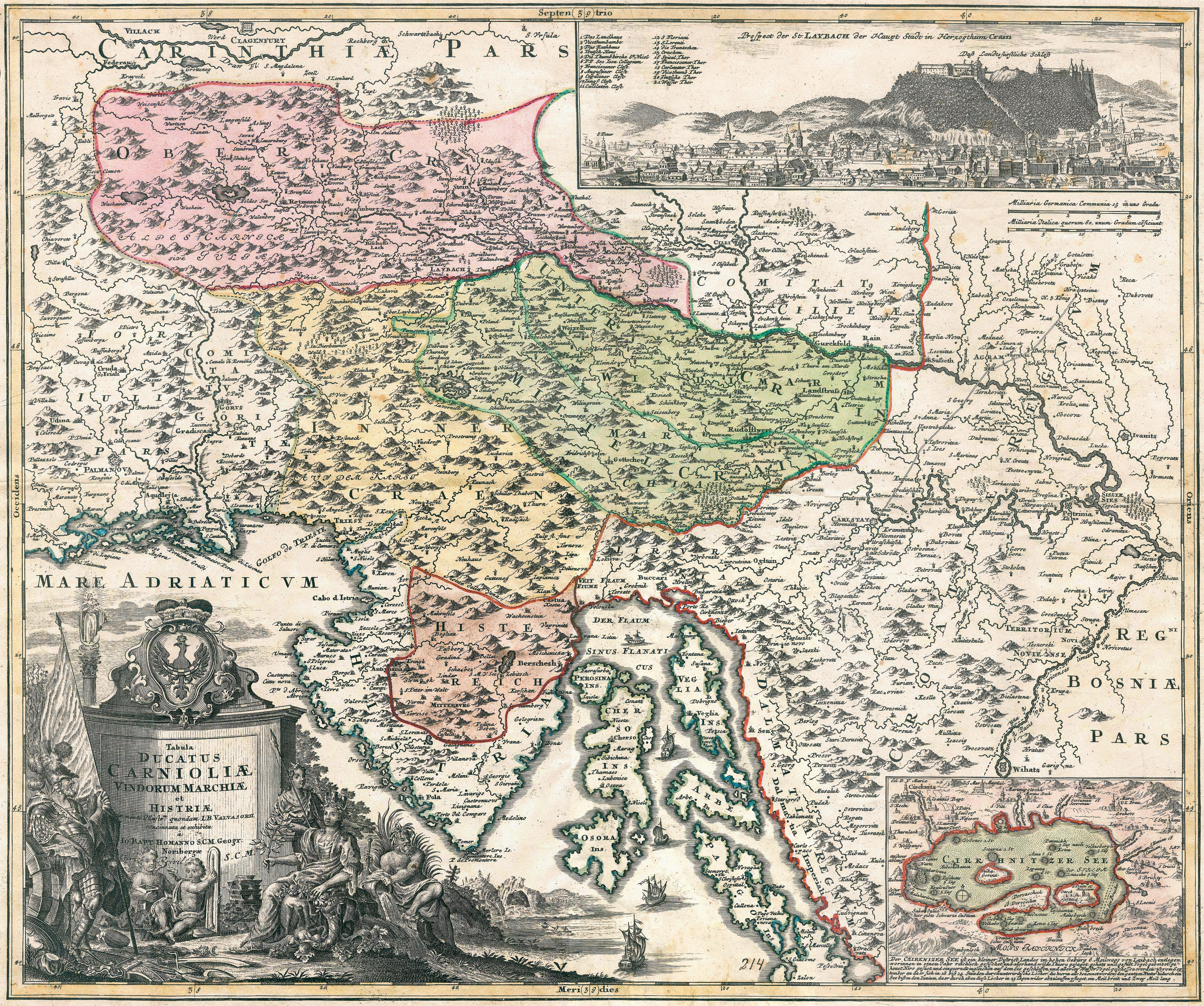
Harta Ducatului Craina cu Marca Vindica (în verde) și Istria

Originea denumirii este numele dat de germani locuitorilor slavi care populau teritoriul: „Winden”. Marca Vindica a fost margrafiat în Imperiul Carolingian și până în secolul al XX-lea, o parte a monarhiei habsburgice. Cea mai mare parte a teritoriului acestei mărci aparține astăzi Sloveniei.

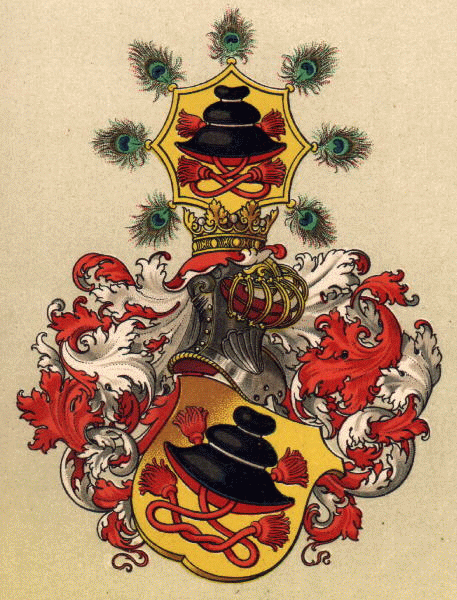
Stema Mărcii Vindica (1890)

## Istoria
În anul 631 Marca Winedorum a fost menționată pentru prima dată în cronica lui Fredegar⁠(d), dar la acea vreme această denumire se referea la întreaga Carantania, al cărei teritoriu era mai mare decât cel al Carintiei.
Când sistemul ottonian al mărcilor a fost înființat în anul 960, Craina, care în perioada carolingiană avea o structură unitară, a fost împărțită în două mărci, care au fost numite în anul 973 Marca Craina (Creina marcha sau Craina Superioară) și Marca Vindica, pe care le separa valea râului Sava (în germană Sanntal). Din anul 976 aceste teritorii s-au aflat sub cârmuirea ducilor Carintiei.
După 1036 Marca Vindica a fost anexată din nou la Craina Superioară, teritoriile separate de valea râului Sava purtând un dublu nume „Craina și Marca Vindica” după ce Craina se desprinsese de Ducatul Carintiei în 1012. În 1040 Craina este menționată prima dată în documente ca marcă.
În 1077 regele Henric al IV-lea a dat Marca Craina lui Sieghard, Patriarhul din Aquileia.
Între 1127 și 1131 Marca Vindica a fost alipită Sfântului Imperiu Roman: familia Weichselburg împreună cu Bernhard de Trixen aparținând dinastiei Spanheim și trupele Arhiepiscopiei Salzburg, au lansat o ofensivă împotriva Ungariei și Croației. Din zonele cucerite de conții de Weichselburg, între Poljanska Gora la vest, de-a lungul râului Kupa și până la poalele vestice ale munților Gorjanci, a luat naștere în est „Marca Albă” (Bela krajina).
În 1209 la moartea lui Albert, ultimul în linia masculină a familiei conților de Weichselburg, fiica acestuia, Sofia, a moștenit întreaga Marcă Vindica. Ea era căsătorită cu margraful Henric al II-lea de Andechs-Merania, care a fost ostracizat în perioada 1209–1213 în contextul uciderii lui Filip de Suabia (1208). La moartea celui de-al doilea soț, ducele Otto I de Merania (d. 1234), Sofia a vândut cumnatului ei toate teritoriile și s-a retras la Mănăstirea Admont unde a murit în 1256. Familia Andechs, care primise Craina ca feudă și titlul de margraf de la Patriarhul din Aquileia încă din 1150, devenise astfel cea mai puternică familie din Craina și Marca Vindica.
Fiica moștenitoare a ducelui Otto I de Merania, Agnes de Merania, s-a căsătorit  în 1229 cu ducele Austriei și Stiriei Frederic al II-lea de Babenberg, care și-a asumat titlul de „dominus Carniolae”. Acesta s-a separat de soția sa în 1243. Agnes (d. 1263) a reușit să păstreze totuși posesiunile din sud și s-a căsătorit a doua oară în 1248 cu Ulrich al III-lea al Carintiei (d. 1269). Acesta a lăsat moștenire lui Ottokar al II-lea teritoriile care aparținuseră soției sale.
Regele Boemiei Ottokar al II-lea, care își însușise teritoriile până la Marea Adriatică, a unit într-o singură marcă în 1269 Craina, Marca Vindica, Windischgraz (în 1270) și valea râului Sava (Savinja).
Între 1276 și 1278 Craina și Marca Vindica au fost feude reîntoarse în imperiu, iar regele romano-german Rudolf I le-a dat ca gaj lui Meinhard al II-lea de Gorizia - Tirol. În 1282 Rudolf I a dat Marca Vindica și Craina ca feude fiilor săi, Albert și Rudolf, însă acestea au rămas ca gaj la Meinhard al II-lea, care a devenit în 1286 și Duce de Carintia.
În prima jumătate a secolului al XIV-lea denumirea Marca Vindica a fost folosită pentru teritoriile din Savinja și de pe valea râului Sava. Faptul că într-un document din 1330 o serie de localități din Craina au fost menționate ca aflându-se în „Marca Vindica din Stiria“, aceasta indică faptul că acestea aparțineau Stiriei.
În 1311 în cursul unei compensații convenite între ducele Henric de Carintia și familia de Habsburg, valea râului Sava (Sanntal) și Slovenska Bistrica (Windischfeistritz) au fost desprinse de Marca Vindica și atașate Ducatului Stiria.
În 1374 datorită Contractului de moștenire din 1363/1364 încheiat între ducele Rudolf al IV-lea și Albert al IV-lea de Gorizia-Istria, teritoriile Mărcii Vindica, Istria (comitatul Mitterburg, astăzi Pazin), Marca Albă (Möttling) și valea râului Pivka au revenit familiei de Habsburg. Stăpânirea habsburgică s-a extins astfel până la Marea Adriatică, după ce în 1335 Carintia revenise aceleiași familii la extincția liniei Meinhardin, iar Craina se afla în posesia habsburgilor după ce anterior ei o primiseră ca gaj de la Henric de Carintia. Astfel Marca Vindica a fost din nou alipită Crainei.
În timpul diferitelor divizări ale moștenirii habsburgice din 1379 (Tratatul de la Neuberg), 1395 (Tratatul de la Hollenburg) și 1411 (la moartea lui Leopold Dicken), Marca Vindica și Craina au constituit întotdeauna o parte a Austriei Interioare.
Cu excepția anilor 1809–1813 când conform Păcii de la Schönbrunn Marca Vindica cu Metlika și Craina au aparținut Franței (provinciile ilirice), această marcă a făcut parte din Imperiul Habsburgic până în 1918, apoi din Statul slovenilor, croaților și sârbilor, respectiv Iugoslavia, iar din 1991 face parte din Slovenia.